# Rhoikos
Rhoikos var i antikens Grekland en skulptör och arkitekt. Rhoikos kom från Samos och han blev far till arkitekten Theodoros. I samarbete med sonen lät Rhoikos cirka år 600 f.Kr. uppföra två större tempelanläggningar: Heratemplet på Samos och Dianatemplet i Efesos. Både Rhoikos och Theodoros behärskade konsten att gjuta statyer i brons.